# Angelo Maria Scaccia
Angelo Maria Scaccia (Milan, c. 1690 — 29 septembre 1761) est un compositeur et violoniste italien. Il laisse quatorze concertos pour le violon, notamment une importante série de concertos pour violon, son Opus 1, groupés par six, (Amsterdam, circa 1730), le premier publié par un compositeur Milanais. Il publie également un unique concerto en 1736. La plupart des autres œuvres conservées sont dispersés dans divers collections de manuscrits ; dont celle du Fonds Blancheton constitué par Pierre Philibert de Blancheton.

## Biographie
Angelo Maria Scaccia naît à Milan, fils du violoniste Carlo Federico Scaccia (mort en 1751). Il reçoit sa première éducation musicale de son père et en 1711, il fait partie d'un grand rassemblement de musiciens Milanais qui jouent à Novare lors de la célébration du transfert des reliques de San Gaudenzio di Novara. En 1720, il est nommé violoniste au théâtre du Palais royal de Milan ; un poste qu'il quitte, pour y revenir à nouveau en 1748. En 1751, il succède à son père dans son poste de violoniste royal et reçoit le titre patente di violinista du de premier duc. Il reste à ce poste jusqu'à sa mort dix ans plus tard.